# IceDove
IceDove byla odnož e-mailového klienta Mozilla Thunderbird. Jedná se o projekt GNU, který se snažil o vytvoření svobodné verze Mozilla Thunderbirdu. IceDove oproti „klasickému“ Thunderbirdu neobsahoval nástroj na hlášení informací o pádu (Talkback) a logo Thunderbirdu, které je ochrannou známkou Mozilla Foundation. IceDove byl součástí linuxové distribuce Debian od verze 4.0. Na počátku roku 2017 se ale podobně jako u IceWeaselu Mozilla a vývojáři Debianu dohodli a IceDove tak byl v distribuci opět nahrazen Thunderbirdem.
IceDove je čistě emailový klient, takže neobsahuje nástroj na organizaci času či úkolů. Částečnou náhradou může být například program IceOwl. Pro IceDove existuje několik jazykových lokalizací, včetně češtiny.

## Vlastnosti
Mezi základní vlastnosti emailového klienta IceDove patří například
Email:
- Protokoly POP3 a IMAP
- HTML formátování pošty
- Více uživatelských účtů
- Zabudovaný a nastavitelný bayesovský spam filtr
- Doplňování adres přes LDAP
- S/MIME podpisy a podpisy a šifrování

Uživatelské rozhraní:
- Uživatelsky nastavitelné rozhraní
- Nastavitelný pruh nástrojů
- Témata vzhledu a přídavná rozšíření
- Pokročilé funkce pro řazení a vyhledávání
- Podpora RSS a Atom protokolů

## Rozdíly oproti Thunderbirdu
IceDove byl téměř totožný s Thunderbirdem. Lišil se však v následujících věcech:
- Neobsahoval logo Thunderbirdu a související grafiku, které jsou ochranné známky.
- Neobsahoval nástroj Talkback na hlášení informací o pádu aplikace, protože tato aplikace má nesvobodnou licenci.
- Využíval službu na vyhledávání zásuvných modulů, která vyhledávala pouze v těch svobodných.

V závislosti na verzi pak mohl IceDove obsahovat i některé další modifikace zdrojového kódu.